# Johan Voskuijl
Johannes Hendrik Voskuijl (Amsterdam, 15 januari 1892 - Amsterdam, 27 november 1945) was een van de helpers van Anne Frank en de andere onderduikers in het Achterhuis. Hij was de vader van helpster Bep Voskuijl, die frequent voorkomt in het dagboek van Anne Frank, en de maker van de draaikast die het Achterhuis verborg.

## Biografie
Voskuijl werd in 1892 geboren in Amsterdam, als derde kind van Johannes Hendrik Voskuijl senior (1865-1940) en Elisabeth Hoenson (1865-1920). Hij had nog drie zussen en drie broers.
In februari 1919, op zijn 27ste, huwde Voskuijl in Amsterdam met de zeven jaar jongere Christina Sodenkamp. Hun eerste kind Elisabeth (Bep) kwam vijf maanden later ter wereld. Later volgden nog Annie (1920), Willy (1922), Nelly (1923), Corrie (1924), Joop (1928) en de tweeling Diny en Gerda (1932). Voskuijl werkte als administratieve kracht bij een Amsterdams meubelbedrijf en later als boekhouder. Hij was erg handig en als vader eerder streng.

## Helper in het Achterhuis
In 1940, kort nadat in Nederland de oorlog was uitgebroken, raakte Voskuijl zijn baan kwijt. Op voorspraak van zijn dochter Bep kwam hij hierna terecht bij Opekta, het bedrijf van Otto Frank, waar zij toen al drie jaar werkte. Voskuijl werd er aangenomen als magazijnkracht en zou zich later opwerken tot magazijnopzichter. Na verloop van tijd leerde hij Otto Frank beter kennen, met wie hij goed bevriend raakte.
Op 6 juli 1942 dook Otto Frank met zijn vrouw Edith Holländer en dochters Margot en Anne onder in het Achterhuis, het gebouw achter zijn bedrijf op de Prinsengracht. Later werden ze nog vergezeld door het gezin Van Pels en tandarts Fritz Pfeffer. Bep Voskuijl was al geruime tijd op de hoogte van de schuilplannen en had besloten om met haar collega's Miep Gies, Victor Kugler en Johannes Kleiman de zorg voor de onderduikers op zich te nemen. Ook Johan Voskuijl werd een week na het begin van de onderduik in vertrouwen genomen, als enige van het magazijnpersoneel.
Voskuijl werd door Anne Frank in haar dagboek beschreven als 'een en al hulpvaardigheid'. Zo timmerde hij op zijn zolder in de Lumeijstraat in Amsterdam-West de draaibare boekenkast ineen die de toegang tot de schuilplaats verborg. Ook knutselde hij Sinterklaascadeaus voor de onderduikers, waaronder een asbak voor Hermann van Pels (er werd flink gerookt in het Achterhuis), een portretlijst voor Fritz Pfeffer en boekensteunen voor Otto Frank. Anne was vol bewondering: ‘Hoe iemand dat zo kunstig met de hand kan maken is me een raadsel!' Voskuijl zorgde er ook voor dat het overige magazijnpersoneel uit de buurt bleef van het Achterhuis en hij liet ‘s ochtends het afval van het Achterhuis ongezien verdwijnen.
Uit veiligheidsoverwegingen liet Voskuijl zijn gezin vijfentwintig maanden lang in het ongewisse over hun hulp aan de onderduikers. Het viel zijn vrouw wel op dat hij vaak met Bep zat te fluisteren, maar hij wilde nooit zeggen waarover.

## Ziekte
In mei 1943 kreeg Voskuijl te horen dat hij maagkanker had in een vergevorderd stadium; de dokters achtten het niet zinvol om hem nog te opereren. De onderduikers leefden erg met de Voskuijlen mee, zo blijkt uit Annes dagboek: ‘Voor ons is het een ramp dat die goede Voskuijl ons niet meer voor alles wat er in het magazijn gebeurt en gehoord wordt op de hoogte houdt. Hij was onze beste help- en steunkracht voor de voorzichtigheid, we missen hem erg.’
Voskuijls opvolger in het magazijn, Willem van Maaren, maakte zich niet geliefd doordat hij veel nieuwsgierigheid toonde voor het Achterhuis en kleine 'valletjes' opzette, zoals een potlood voor de draaikast. Ook stal hij geregeld uit het magazijn, diefstallen die hij in Beps schoenen probeerde te schuiven. Voor sommigen zou Willem van Maaren na de oorlog de belangrijkste verdachte van het verraad van het Achterhuis worden.

## Na de arrestatie
Op 4 augustus 1944 viel de Sicherheitsdienst het pand Prinsengracht 263 binnen, waarna de acht onderduikers samen met Kugler en Kleiman werden gearresteerd. Bep werd opgedragen om in het kantoor te blijven zitten, maar kon ontkomen en bracht thuis haar vader op de hoogte. Voskuijl zou diezelfde avond nog na spertijd naar de Prinsengracht fietsen om sporen te wissen.
Voskuijl bezweek op 27 november 1945 aan zijn ziekte, 53 jaar oud. Otto Frank, die als enige van de onderduikers uit de kampen was teruggekeerd, woonde op 1 december Voskuijls begrafenis op de Nieuwe Oosterbegraafplaats bij.

## Biografie over Bep Voskuijl
In 2015 publiceerden de Belgische journalist Jeroen De Bruyn en Joop van Wijk, Bep Voskuijls jongste zoon, hun biografie 'Bep Voskuijl, het zwijgen voorbij. Een biografie van de jongste helpster van het Achterhuis'. Uit het boek blijkt dat zowel Beps rol als die van haar vader in de onderduik op de Prinsengracht groter was dan voorheen werd aangenomen. De biografie kreeg zowel in België als Nederland veel media-aandacht, mede omdat de auteurs Nelly Voskuijl noemden als verdachte van het verraad van het Achterhuis. Nelly's contacten met de bezetter zorgden tijdens de oorlog voor spanningen tussen haar en haar vader.